# 扎里納巴德
扎里納巴德（波斯語：‎，羅馬化：Zarrīnābād）是伊朗的城市，位於該國西北部贊詹西南約32公里，由贊詹省負責管轄，距離首都德黑蘭278公里，海拔高度1,731米，2006年人口1,944。